# Skáld
Gli Skáld sono un gruppo neofolk francese fondato nel 2018.
La loro musica si contraddistingue per l'utilizzo di strumenti musicali antichi uniti alle tecniche di canto degli scaldi. Il gruppo è caratterizzato da una forte influenza scandinàva, inerente soprattutto alla mitologia nordica e utilizza principalmente la lingua norrena.

## Storia del gruppo

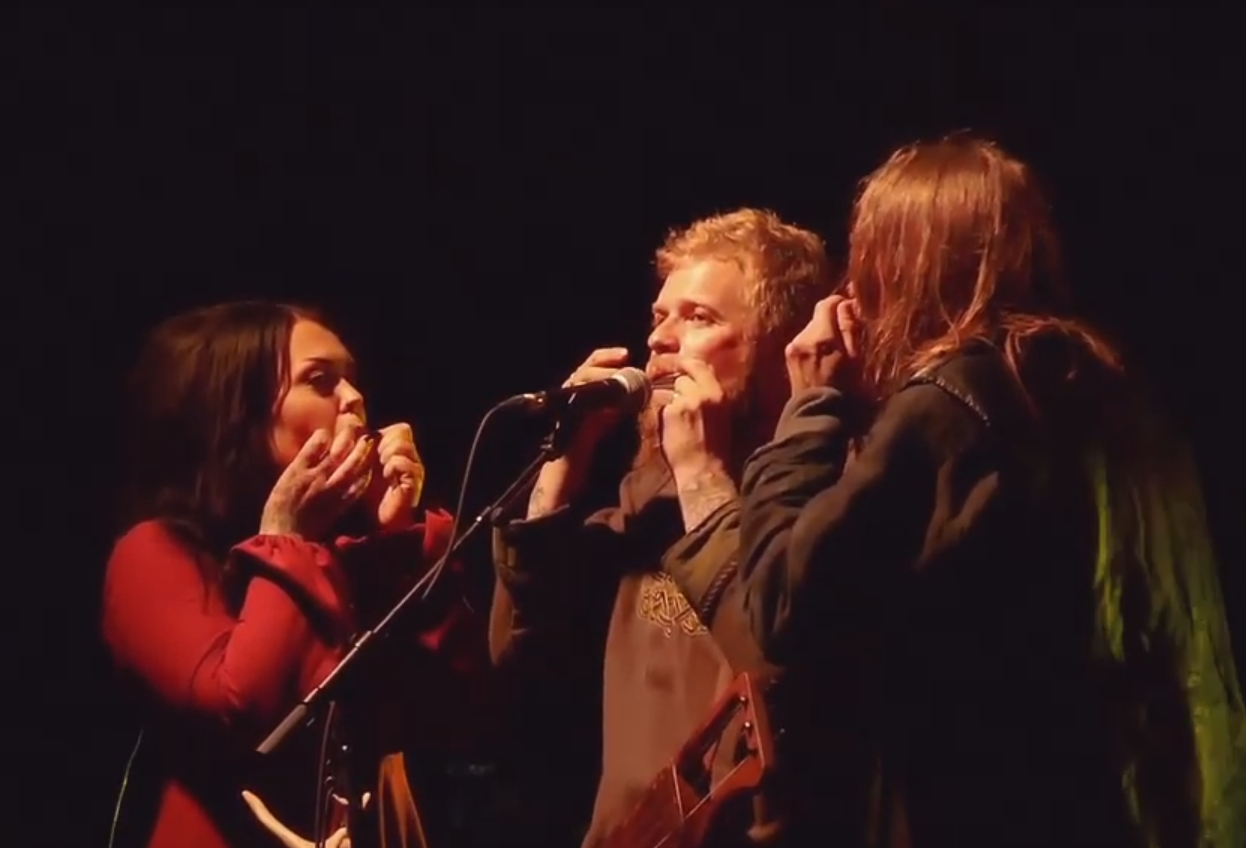
Gli Skáld durante un concerto del 2019

### Le origini
Il gruppo si forma nel 2018 per volontà del produttore Christophe Voisin-Boisvinet, insieme ad altri tre cantanti e polistrumentisti, con l'obiettivo di raccontare i miti e le leggende nordiche, cantando principalmente in norreno. Il nome degli Skáld deriva dagli scaldi (in norreno appunto "skáld"), termine che indicava i poeti presso le corti scandinàve dell'era vichinga.
Nell'agosto 2018 esce il primo EP omonimo del gruppo, contenente tre tracce: Gleipnir, Ódinn e Rún. Tutte e tre le tracce verranno incluse nel primo album firmato dal gruppo, distribuito il 25 gennaio 2019 sotto l'etichetta Decca: Vikings Chant. L'album avrà una seconda edizione, dal titolo Vikings Chant (Alfar Fagrahvél Edition), distribuito nel settembre successivo, ampliato da tre cover e due brani inediti.
Il 29 febbraio 2020, Mattjö Haussy annuncia la sua uscita dal gruppo e la fondazione di un nuovo progetto musicale chiamato Hrafngrímr. Il secondo album degli Skáld, Vikings Memories, esce il 9 ottobre dello stesso anno, presentando Justine Galmiche e Pierrick Valence come formazione ufficiale del gruppo. Pierrick Valence lascia il gruppo dopo l'uscita del secondo album e il 21 ottobre 2021 esce il singolo Jólanótt, primo dell'EP Winter Songs, distribuito il 29 ottobre 2021, includendo soltanto Justine Galmiche come membro ufficiale della band, oltre al compositore Christophe Voisin-Boisvinet.

### Huldufólke la nuova formazione

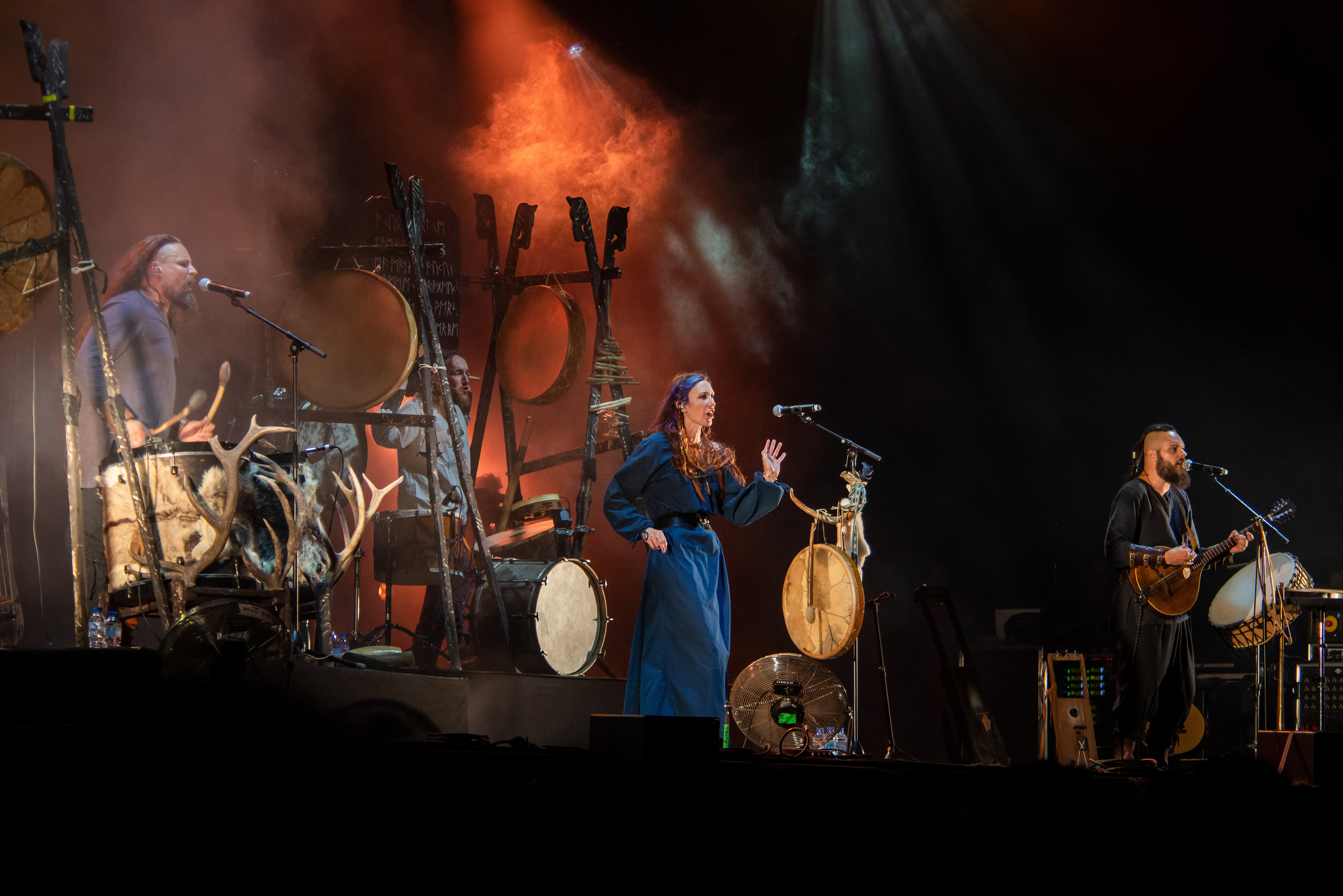
Gli SKÁLD allo Hellfest 2022

A giugno 2022, prima della tournée estiva, viene annunciato che la cantante Justine Galmiche avrebbe lasciato il gruppo per non meglio specificati motivi di salute. Viene sostituita per il tour estivo dalla cantante Chaos Heidi, accompagnata dai nuovi membri del gruppo: Steeve Petit, Marti Ilmar Uibo, Ravn e Julien Loko.
Il 20 settembre 2022 il gruppo annuncia sui suoi profili social l'uscita di un nuovo album Huldufólk, distribuito il 20 gennaio 2023. Il primo singolo Troll Kalla Mik esce il 17 novembre 2022, esibendo la nuova formazione del gruppo: Steeve Petit, Marti Ilmar Uibo, Ravn, Julien Loko, Lily Jung, Chaos Heidi, Kohann, Laetitia Marcangeli e Michel Abraham. Però la cantante Chaos Heidi, dopo aver accompagnato il gruppo durante la tournée estiva, lascia la band prima dell'uscita del nuovo album e viene sostituita come cantante principale da Lily Jung già durante il tour europeo nell'ottobre 2022.

## Stile musicale

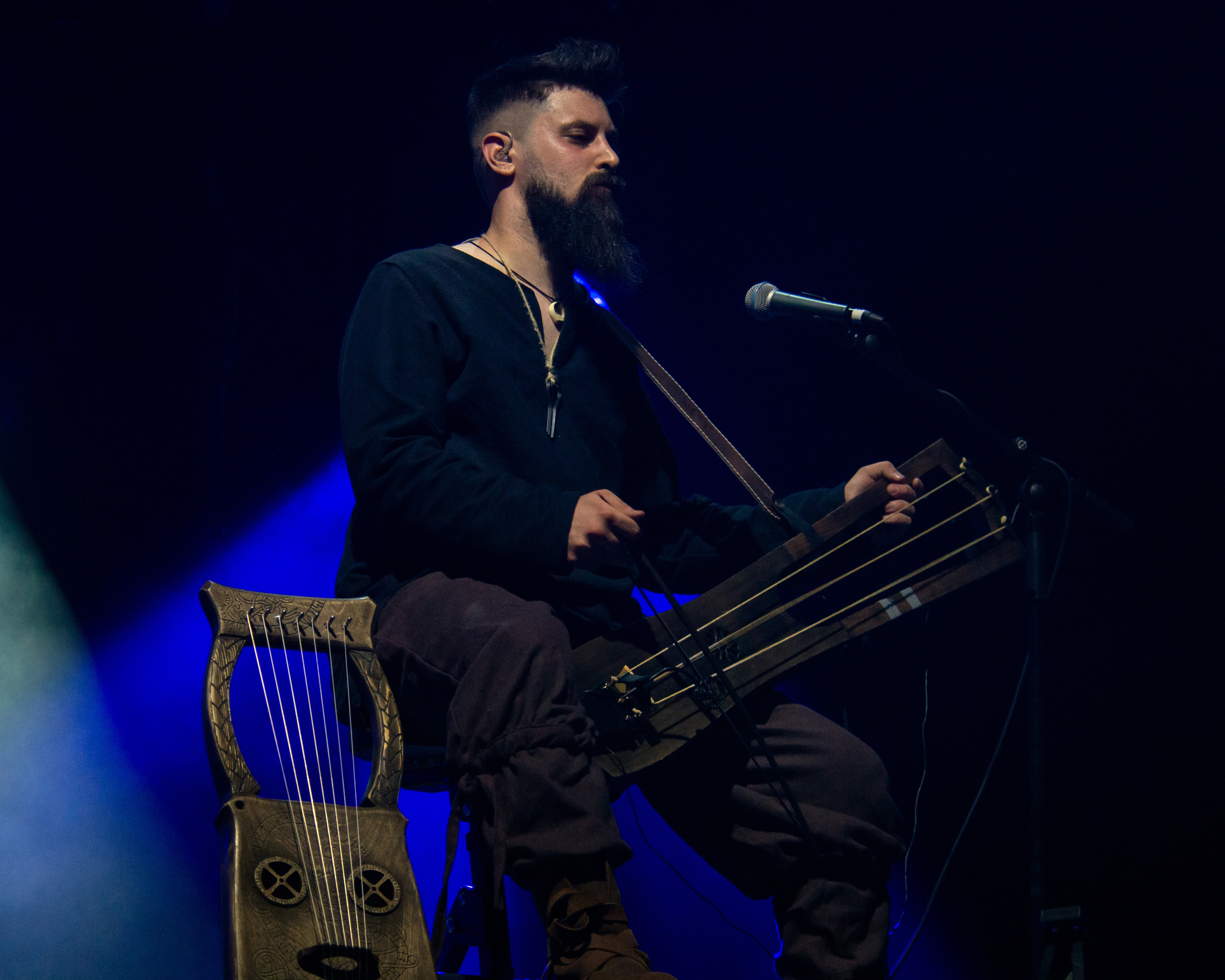
Il componente del gruppo Ravn suona la talharpa durante un concerto nel 2022

Il repertorio del gruppo si ispira a brani tratti da altri testi del repertorio norreno, in particolare dall'Edda in prosa e poetica. I brani sono stati riadattati originariamente soltanto dal compositore Christophe Voisin-Boisvinet e dal 2021, da Voisin e Anna Scussel. I testi sono principalmente in lingua norrena, ma contano anche alcuni brani in islandese moderno, feringio, norvegese e svedese, oltre ad alcune cover di canzoni in inglese e in tedesco.
I temi affrontati dal gruppo nell'arco dei vari album sono diversi. Il primo album Vikings Chant si focalizzava principalmente sugli elementi più noti della mitologia e la religione norrena, quali gli dèi come Odino e Freia, la Valhalla o il frassino Yggdrasill, con testi provenienti principalmente dall'Edda poetica. Il secondo album invece gira intorno al tema del mare e all'elemento dell'acqua, raccogliendo canzoni sulle creature mitologiche marine, sui re del mare, su navigatori come Yngvar víðförla. Il terzo album Huldufólk prende il nome dalle "genti nascoste" del folklore islandese e feringio, spostando l'attenzione sui boschi e sulle creature del folklore scandinàvo che li abitano, come i troll, gli elfi, le skogsrå e i draghi.
Tra gli strumenti da loro utilizzati, si annoverano: tamburi sciamanici, lira, talharpa, citola, jouhikko e nyckelharpa. Le percussioni tribali evocano la potenza marziale e le conquiste; le percussioni piccole, fatte di ossa di animali e corna di cervo, si ispirano soprattutto al paganesimo, mentre gli strumenti a corda richiamano la ricchezza della cultura scandinàva.

## Formazione

### Formazione attuale
- Christophe Voisin-Boisvinet: compositore e realizzazione
- Steeve Petit: percussioni, voci secondarie
- Marti Ilmar Uibo: percussioni, voci secondarie
- Ravn: nyckelharpa, lira, talharpa, moraharpa, gudok, lyra viol, arpa
- Julien Loko: voci secondarie, bouzouki irlandese, talharpa
- Lily Jung: voce
- Kohann: voci secondarie
- Laetitia Marcangeli: voce, ghironda
- Michel Abraham: voci secondarie, didgeridoo, morin khuur

### Ex componenti
- Chaos Heidi: voce (2022)[21]
- Justine Galmiche: voce (2018-2022)[12]
- Pierrick Valence: voce, talharpa e nyckelharpa (2018-2020)
- Mattjö Haussy: voce (2018-2019)[38]
- Xavier Bertand: voce (2018-2019)

## Discografia

### EP
- Skáld (2018)
- Winter Songs (2021)

### Album
- Vikings Chant (2019)
- Vikings Chant (Alfar Fagrahvél Edition) (2019)
- Vikings Memories (2020)
- Huldufólk (2023)

### Singoli
- 2018 – Ódinn
- 2018 – Gleipnir
- 2018 – Rún
- 2018 – Ó Valhalla
- 2019 – Flúga
- 2019 – Seven Nation Army
- 2019 – Hross
- 2020 – Fimbulvetr
- 2020 – Grótti
- 2020 – Norðrljós
- 2021 – Jólanótt
- 2022 – Troll Kalla Mik
- 2022 – Då Månen Sken
- 2023 – Du Hast
- 2023 – Elverhøy